# Salford
Salford este oraș și un Burg Metropolitan în cadrul Comitatului Metropolitan Greater Manchester în regiunea North West England. Pe lângă orașul propriu zis Salford, mai conține și localitățile Swinton, Eccles, Pendlebury, Broughton, Kersal, Pendleton, Worsley, Walkden, Irlam, Cadishead, Claremont, Wardley, Monton, Barton și Boothstown.